# Saldus
Saldus (niem. Frauenburg) – miasto na Łotwie; 12 tys. mieszkańców (2006).
Podczas okupacji hitlerowskiej, w lipcu roku Niemcy utworzyli getto dla żydowskich mieszkańców. Przebywało w nim około 300 osób. W sierpniu 1941 roku Niemcy ostatecznie zlikwidowali getto, a Żydów zamordowali w lesie Uples. Sprawcami zbrodni byli Łotysze dowodzeni przez Niemców. 
W mieście rozwinął się przemysł spożywczy, wełniarski, skórzany oraz meblarski.

## Miasta partnerskie
- Liederbach am Taunus, Niemcy

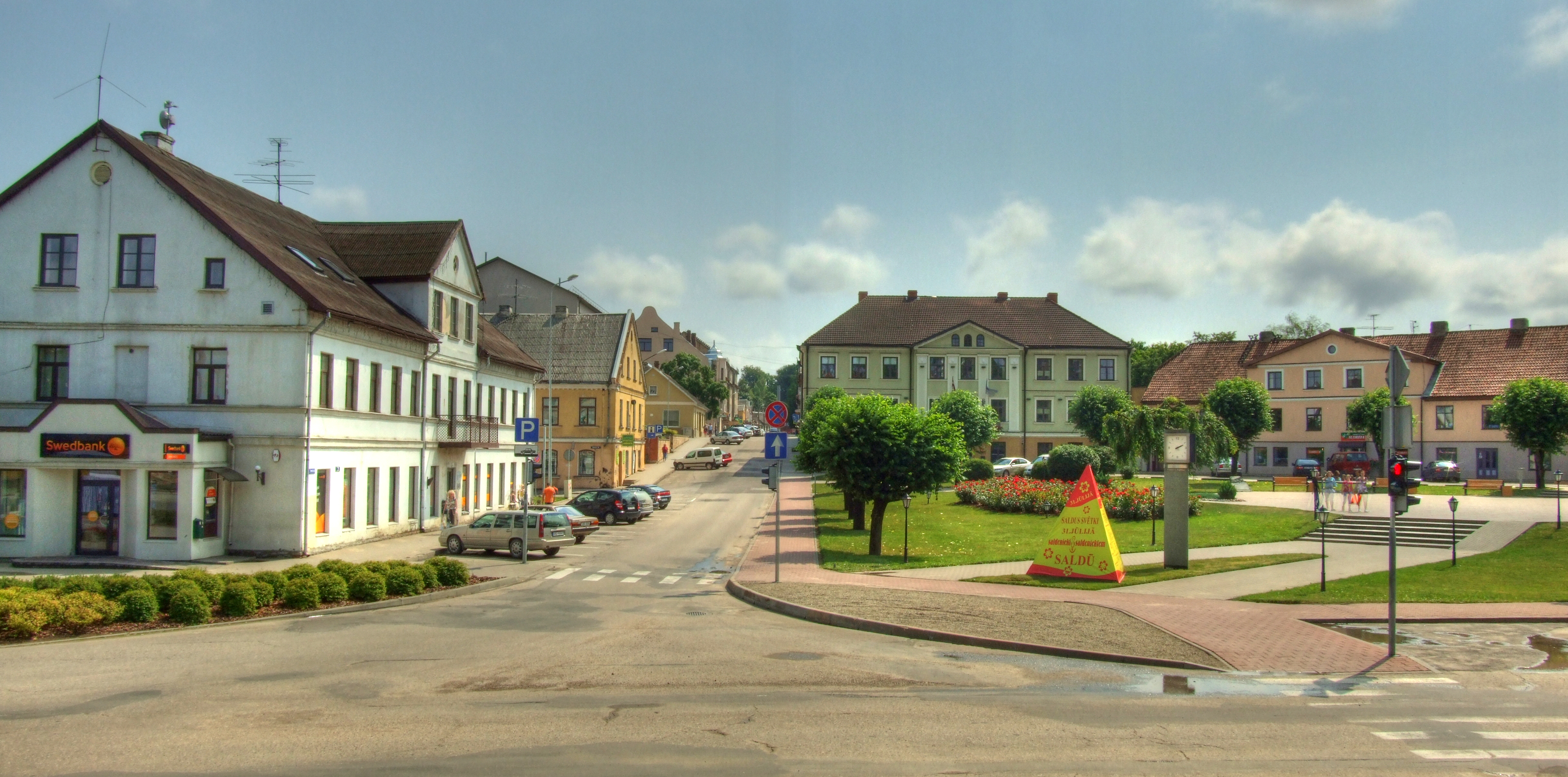
Saldus, centrum miasta

- Stargard, Polska